# Karl Svensson
Karl Svensson (Jönköping, 21 marzo 1984) è un ex calciatore svedese, di ruolo difensore.

## Carriera

### Club
Crebbe calcisticamente nel Jönköping, la squadra della sua città, con la quale esordì anche in Superettan (la Seconda Divisione svedese) a 16 anni nel 2000. Dopo tre stagioni andò a giocare nel campionato di Prima Divisione, l'Allsvenskan, con la maglia dell'IFK Göteborg nel 2003, divenendo presto uno dei più giovani capitani del club.
Dopo tre stagioni a Göteborg, dal maggio 2006 è un giocatore dei Rangers Football Club.

### Nazionale
Vanta una presenza nella nazionale svedese (nel gennaio 2006 in amichevole contro l'Arabia Saudita), con cui ha fatto parte della spedizione al campionato del mondo 2006 in Germania, pur senza essere stato mai utilizzato.

## Statistiche

### Cronologia presenze e reti in Nazionale
| Cronologia completa delle presenze e delle reti in nazionale ― Svezia | Cronologia completa delle presenze e delle reti in nazionale ― Svezia | Cronologia completa delle presenze e delle reti in nazionale ― Svezia | Cronologia completa delle presenze e delle reti in nazionale ― Svezia | Cronologia completa delle presenze e delle reti in nazionale ― Svezia | Cronologia completa delle presenze e delle reti in nazionale ― Svezia | Cronologia completa delle presenze e delle reti in nazionale ― Svezia | Cronologia completa delle presenze e delle reti in nazionale ― Svezia |
| Data                                                                  | Città                                                                 | In casa                                                               | Risultato                                                             | Ospiti                                                                | Competizione                                                          | Reti                                                                  | Note                                                                  |
| --------------------------------------------------------------------- | --------------------------------------------------------------------- | --------------------------------------------------------------------- | --------------------------------------------------------------------- | --------------------------------------------------------------------- | --------------------------------------------------------------------- | --------------------------------------------------------------------- | --------------------------------------------------------------------- |
| 18-1-2016                                                             | Jeddah                                                                | Arabia Saudita                                                        | 1 – 1                                                                 | Svezia                                                                | Amichevole                                                            | -                                                                     |                                                                       |
| Totale                                                                |                                                                       | Presenze                                                              | 1                                                                     |                                                                       | Reti                                                                  | 0                                                                     |                                                                       |